# Castanedo (Allande)
Castanedo (en eonaviego, Castaedo) es un lugar perteneciente a la parroquia de Lago, en el concejo de Allande, comarca del Narcea, Principado de Asturias, España.